# Кубок Англії з футболу 1900—1901
Кубок Англії з футболу 1900—1901 — 30-й розіграш найстарішого футбольного турніру у світі, Кубка виклику Футбольної Асоціації, також відомого як Кубок Англії. Вперше титул здобув Тоттенгем Готспур.

## Попередній раунд
| Дата                  | Господарі         | Рахунок | Гості             |
| --------------------- | ----------------- | ------- | ----------------- |
| 5 січня               | Честерфілд        | 3:0     | Волсолл           |
| 5 січня               | Дарвен            | 0:2     | Вулвіч Арсенал    |
| 5 січня               | Кеттерінг         | 1:0     | Кру Александра    |
| 5 січня               | Сток              | 1:0     | Глоссоп           |
| 5 січня               | Редінг            | 1:1     | Бристоль Сіті     |
| 9 січня Перегравання  | Бристоль Сіті     | 0:0     | Редінг            |
| 14 січня Перегравання | Редінг            | 2:1     | Бристоль Сіті     |
| 5 січня               | Грімсбі Таун      | 0:1     | Мідлсбро          |
| 5 січня               | Барслем Порт Вейл | 1:3     | Нью-Брайтон Тауер |
| 5 січня               | Лутон Таун        | 1:2     | Бристоль Роверз   |
| 5 січня               | Ньютон-Гіт        | 3:0     | Портсмут          |
| 5 січня               | Вест Гем Юнайтед  | 0:1     | Ліверпуль         |

## Перший раунд
До першого раунду увійшли переможці попереднього раунду.
| Дата                   | Господарі               | Рахунок | Гості             |
| ---------------------- | ----------------------- | ------- | ----------------- |
| 9 лютого               | Кеттерінг               | 1:1     | Честерфілд        |
| 13 лютого Перегравання | Честерфілд              | 1:2     | Кеттерінг         |
| 9 лютого               | Саутгемптон             | 1:3     | Евертон           |
| 9 лютого               | Сток                    | 1:1     | Смол Хіт          |
| 13 лютого Перегравання | Смол Хіт                | 2:1     | Сток              |
| 9 лютого               | Редінг                  | 2:0     | Бристоль Роверз   |
| 9 лютого               | Ноттс Каунті            | 2:0     | Ліверпуль         |
| 9 лютого               | Ноттінгем Форест        | 5:1     | Лестер Фосс       |
| 9 лютого               | Астон Вілла             | 5:0     | Міллволл Атлетік  |
| 9 лютого               | Венсдей                 | 0:1     | Бері              |
| 9 лютого               | Болтон Вондерерз        | 1:0     | Дербі Каунті      |
| 9 лютого               | Сандерленд              | 1:2     | Шеффілд Юнайтед   |
| 9 лютого               | Ньютон-Гіт              | 0:0     | Бернлі            |
| 13 лютого Перегравання | Бернлі                  | 7:1     | Ньютон-Гіт        |
| 9 лютого               | Вулвіч Арсенал          | 2:0     | Блекберн Роверз   |
| 9 лютого               | Тоттенгем Готспур       | 1:1     | Престон Норт-Енд  |
| 13 лютого Перегравання | Престон Норт-Енд        | 2:4     | Тоттенгем Готспур |
| 9 лютого               | Вулвергемптон Вондерерз | 5:1     | Нью-Брайтон Тауер |
| 9 лютого               | Мідлсбро                | 3:1     | Ньюкасл Юнайтед   |
| 9 лютого               | Вест-Бромвіч Альбіон    | 1:0     | Манчестер Сіті    |

## Другий раунд
До другого раунду увійшли переможці першого раунду.
| Дата                   | Господарі         | Рахунок | Гості                   |
| ---------------------- | ----------------- | ------- | ----------------------- |
| 23 лютого              | Астон Вілла       | 0:0     | Ноттінгем Форест        |
| 27 лютого Перегравання | Ноттінгем Форест  | 1:3     | Астон Вілла             |
| 23 лютого              | Шеффілд Юнайтед   | 2:0     | Евертон                 |
| 23 лютого              | Смол Хіт          | 1:0     | Бернлі                  |
| 23 лютого              | Ноттс Каунті      | 2:3     | Вулвергемптон Вондерерз |
| 23 лютого              | Болтон Вондерерз  | 0:1     | Редінг                  |
| 23 лютого              | Вулвіч Арсенал    | 0:1     | Вест-Бромвіч Альбіон    |
| 23 лютого              | Тоттенгем Готспур | 2:1     | Бері                    |
| 23 лютого              | Мідлсбро          | 5:0     | Кеттерінг               |

## Третій раунд
До третього раунду увійшли переможці другого раунду. 
| Дата                    | Господарі               | Рахунок | Гості                |
| ----------------------- | ----------------------- | ------- | -------------------- |
| 23 березня              | Редінг                  | 1:1     | Тоттенгем Готспур    |
| 27 березня Перегравання | Тоттенгем Готспур       | 3:0     | Редінг               |
| 23 березня              | Смол Хіт                | 0:0     | Астон Вілла          |
| 27 березня Перегравання | Астон Вілла             | 1:0     | Смол Хіт             |
| 23 березня              | Вулвергемптон Вондерерз | 0:4     | Шеффілд Юнайтед      |
| 23 березня              | Мідлсбро                | 0:1     | Вест-Бромвіч Альбіон |

## Півфінали
У півфіналах зіграли команди, що перемогли на попередньому етапі.
| Дата                   | Господарі         | Рахунок | Гості                |
| ---------------------- | ----------------- | ------- | -------------------- |
| 6 квітня               | Тоттенгем Готспур | 3:0     | Вест-Бромвіч Альбіон |
| 6 квітня               | Шеффілд Юнайтед   | 2:2     | Астон Вілла          |
| 11 квітня Перегравання | Шеффілд Юнайтед   | 3:0     | Астон Вілла          |

## Фінал
| 20 квітня 1901 |

| Шеффілд Юнайтед       | 2:2      | Тоттенгем Готспур |
| --------------------- | -------- | ----------------- |
| Пріст 10' Беннетт 52' | Протокол | Браун 23', 51'    |

| Крістал Пелес, Лондон Глядачів: 114 815 Арбітр: Артур Кінгскотт |

Перегравання
| 27 квітня 1901 |

| Шеффілд Юнайтед | 1:3      | Тоттенгем Готспур              |
| --------------- | -------- | ------------------------------ |
| Пріст 40'       | Протокол | Камерон 52' Сміт 76' Браун 87' |

| Бернден Парк, Болтон Глядачів: 20 470 Арбітр: Артур Кінгскотт |